# 夏洛特·卡西拉奇
夏洛特·瑪麗·波美琳·卡西拉奇（Charlotte Marie Pomeline Casiraghi，1986年8月3日—）是摩纳哥公主和漢諾威王妃卡露蓮和意大利商人，史蒂芬諾·卡西拉奇（Stefano Casiraghi）的女兒及一名社交名媛、馬術運動員及記者，她亦是美国知名女演员格蕾丝·凱利及兰尼埃三世的外孫女。夏洛特是摩纳哥王位的第十一位繼承人。
2019年6月1日，她在摩納哥親王宮和交往两年的男友迪米特里·拉萨姆结婚。Rassam的母亲是法国女演员卡洛·波桂。两人育有一名在2018年10月出生的儿子。

## 荣誉

### 國家榮譽
- 文化功績騎士勳章（摩納哥，2024年11月18日[3]）